# ジョゼフ・ムスカット
ジョゼフ・ムスカット（マルタ語: Joseph Muscat、1974年1月22日 - ）は、マルタの政治家。2013年から2020年にかけて同国の首相と労働党党首を務めた。2008年から2013年まで国会の野党院内総務の役職にあった。かつては2004年から2008年まで、欧州議会議員を務めていた。

## 教育
マルタの聖アロイシウス・カレッジで中等教育を、マルタ大学とブリストル大学で高等教育をそれぞれ受けた。経営管理と公共政策の商学士号（1995年）、公共政策の文学士号（1996年）、ヨーロッパ研究の文学修士号（1997年）の3つの学位をマルタ大学から取得したほか、2007年にはマルタにおけるフォーディズムと多国籍企業、中小企業のテーマでブリストル大学から経営研究の博士号を取得した。

## ジャーナリスト
ムスカットは党のラジオ局ワン・ラジオ（当時はスーパー・ワン・ラジオ）にジャーナリストとして勤めた。しばらくしてスーパー・ワンTV（現在のワンTV）に転属し、1996年に局の副報道部長になった。また2001年から2004年にかけて、党の電子版機関紙の編集長も務めた。労働総連合が発行するマルタ語紙「イ・オリゾント」やその日曜版の「トルカ」のレギュラー・コラムニストになったほか、マルタのインディペンデント系紙「ザ・タイムズ」にも定期的に寄稿した。

## 政治
ムスカットは労働党の青年部である労働青年フォーラムで、財政部長（1994年 - 1997年）や議長代行（1997年）を務めた。その後、党中央執行部の教育部長（2001年 - 2003年）や年次総会議長（2003年11月）にもなった。1996年から98年まで続いた労働党政権においては、全国財政倫理委員会の委員（1997年 - 1998年）を務めた。
2003年、ムスカットは労働党の欧州連合 (EU) 政策に関するワーキンググループ（座長はジョージ・ベッラとエバリスト・バルトーロ）の委員に指名された。このワーキンググループは「労働党と欧州連合：マルタとゴゾの利益のために」と題する報告書を作成したが、これは同年11月の労働党臨時総会で採択された。この総会ではあわせて、ムスカットの欧州議会議員選挙への立候補が承認された。

### 欧州議会議員（2004年 - 2008年）

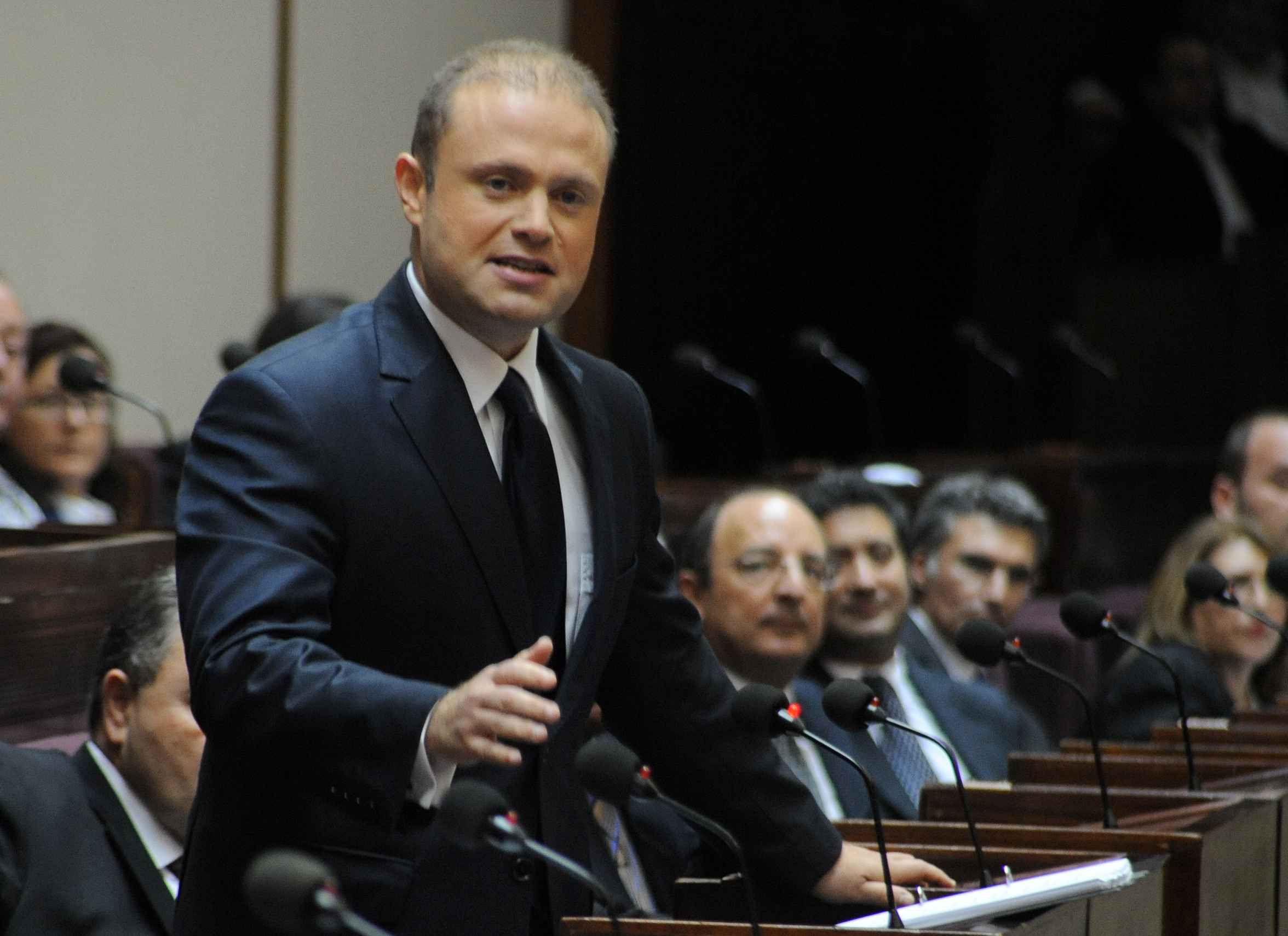
マルタ国会に出席したムスカット（2011年11月）

マルタのEU加盟に一貫して反対していたにもかかわらず、2004年の欧州議会議員選挙に労働党から立候補したムスカットは、最も多くの第一選好（マルタでは単記移譲式投票が採用されている）を獲得し当選した。欧州議会では欧州社会党に所属し、議会の経済・金融問題委員会副委員長や域内市場・消費者保護委員会代理委員を務めた。ベラルーシや南東欧諸国への大規模な派遣団にも加わったほか、EUとアルメニア、EUとアゼルバイジャン、EUとグルジアとの各議会交流委員会にも名を連ねた。
欧州議会議員だったムスカットは衛星放送にかかる税金の減額を支持し、視聴者が無料でスポーツ大会を観戦する権利を擁護した。また、マルタの環境保護に関する多くの問題に関わった。携帯電話のローミング法案や、銀行の営業についての報告書を作成する部会にも所属した。
2008年、ムスカットはマルタの国会議員となり、さらに野党院内総務の役職を手中にするため、欧州議会議員を辞任した。この4か月前、彼は労働党の党首に選ばれていた。辞職に先立って欧州議会では、EUの金融サービス部門における新たな規制を提起した彼の報告書が採択された。

### 労働党党首（2008年 - 2020年 ）

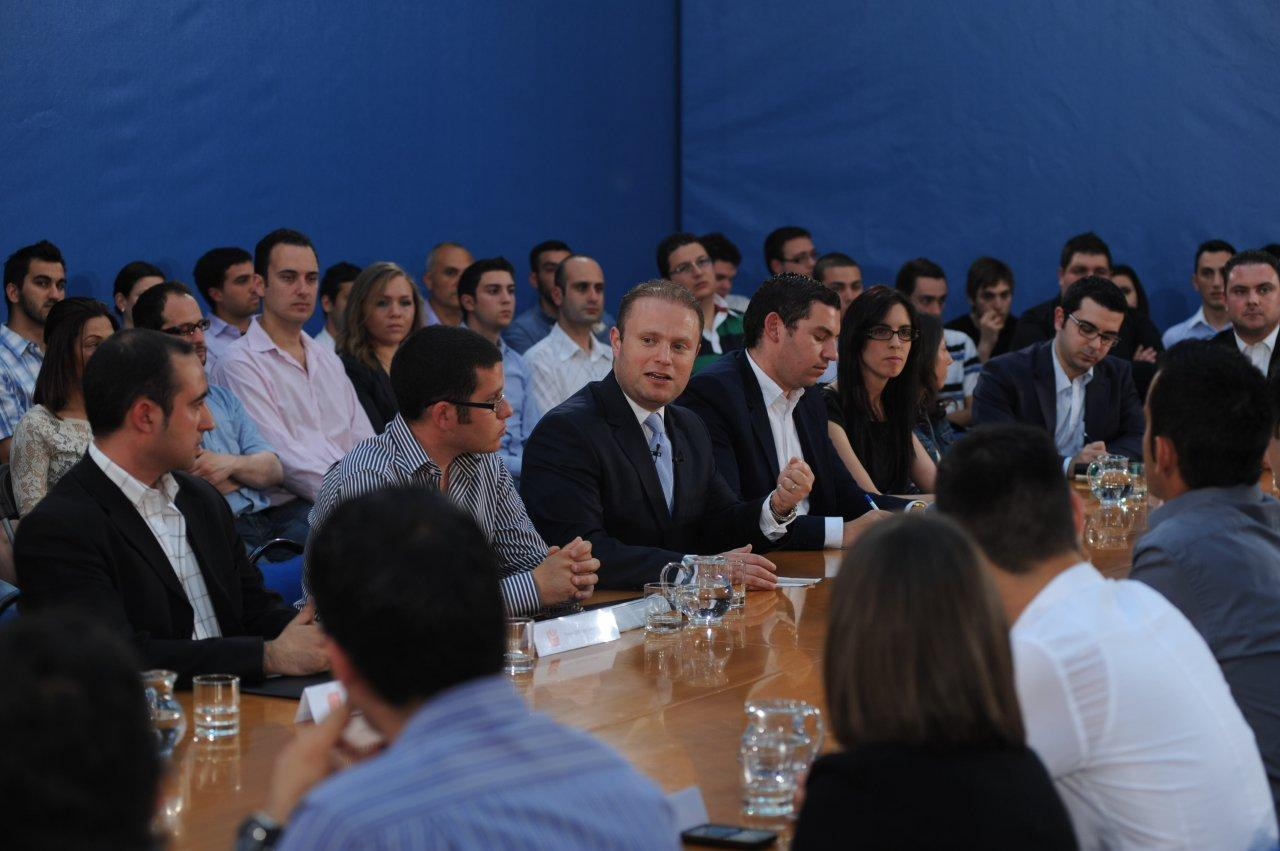
若い世代に自らの政策案を説明するムスカット（2012年9月）

2008年3月24日、ムスカットはアルフレッド・サントの後継となる労働党党首に立候補することを表明した。サントは同月の総選挙で労働党が同党首のもと三回連続の敗北を喫し、また2003年3月のEU加盟を問う国民投票でも大敗をこうむったことを受けて辞任していた。
下院議員でなかったにもかかわらず、ムスカットは6月6日に新しい党首に選ばれた。さらに野党院内総務に就任するため、10月1日にはマルタの国会議員に新たに選任された。この選任にあたってはジョゼフ・クスチエーリ議員が辞職した上で、その後任にムスカットを充てるという形が取られた。クスチエーリにはその代わりに、2011年にリスボン条約が発効するまでマルタに割り当てられていた、欧州議会の第6議席が与えられた。党首となったムスカットは、党の公式名称や党章などに多くの変更を行った。
ムスカットが党首として初めて臨んだ2009年の欧州議会議員選挙では、労働党の候補が第一選好の55%を得た。これに対して、国民党の候補は40%を得るに留まった。
2013年3月に行われたムスカットにとって初めての総選挙では、本人は第2区（得票数1万3968票）と第4区（同1万2202票、全体の53%）で選出された。3月11日、ムスカットはマルタ首相としての宣誓を行った。

### マルタ首相（2013年 - 2020年 ）
2013年3月の総選挙後に、ムスカットは首相に選ばれた。この選挙に労働党は3万5000票差（マルタでは地滑り的といえる）で勝利した。3月10日には欧州委員会のジョゼ・マヌエル・ドゥラン・バローゾ委員長が、同委員会を代表してムスカットに祝意を表した。
政権の汚職を追及していた女性記者ダフネ・カルーアナ・ガリジアが殺害された事件に関連し、側近のキース・シェンブリ首相首席補佐官が2019年11月26日に逮捕され、またコンラッド・ミッツィ観光相とクリスチャン・カルドナ経済・投資・中小企業相が警察より聴取されるなど政権を揺るがす事態となり、首相辞任の圧力が強まった。12月1日、ムスカットは即時の辞任は否定したものの、翌2020年1月12日の労働党党首選挙にて新党首が選出され次第、首相を辞任すると表明した。後任の党首にはロベルト・アベーラが選出され、ムスカットは翌13日に首相を退任。

## 疑惑
パナマ文書を報じたジャーナリストのダフネ・カルーアナ・ガリジアにより、妻など周辺人物が汚職で疑われている。

## 健康問題
2014年4月7日、ムスカットは紫外線によって引き起こされる一時的な失明に襲われた。紫外線が彼の角膜を傷つけたことが関係していると考えられる。ムスカットはその前日に政治集会に参加していたが、ほかの60人にも同様の症状が現れた。

## 栄典
- マルタ国民勲章一等（首相に対する授与が慣例となっている）